# Aurela Airlines
Aurela – pierwsza litewska prywatna linia lotnicza z siedzibą w Wilnie, obsługująca połączenia czarterowe. Linia powstała w 1995.
Licencja zawieszona przez Litewski Urząd Lotnictwa Cywilnego 18 lutego 2013.

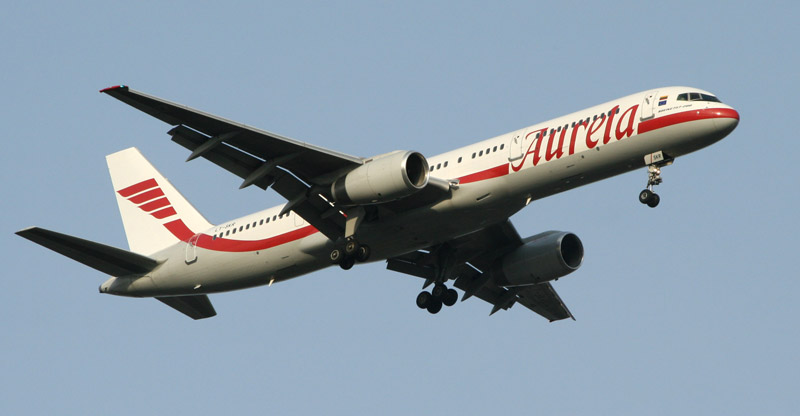
Boeing 757-200 linii Aurela

## Flota
Flota przewoźnika składa się z 4 samolotów.

### Flota obecna
- 1 samolot Boeing 737-300 (LY-SKW)
- 1 samolot Hawker 850XP
- 1 samolot Hawker 900XP

### Samoloty, które były we flocie przewoźnika
- 2 samoloty Boeing 757
- 1 samolot Tupolev Tu-134
- 2 samoloty Jakowlew Jak-42D
- 1 samolot British Aerospace BAe 125